# Епархия Джхабуа
Епархия Джхабуа (лат. Dioecesis Jhabuensis) — епархия Римско-Католической церкви c центром в городе Джхабуа, Индия. Епархия Джхабуа входит в митрополию Бхопала. Кафедральным собором епархии Джхабуа является церковь Благовещения Пресвятой Девы Марии.

## История
25 марта 2002 года Римский папа Иоанн Павел II издал буллу Ecclesiae universae, которой учредил епархию Джхабуа, выделив её из епархий Индаура и Удайпура.

## Ординарии епархии
- епископ Chacko Thottumarickal (25.03.2002 — 24.10.2008) — назначен епископом Индаура;
- епископ Devprasad John Ganawa (11.05.2009 — 21.12.2013) — назначен епископом Удайпура;

## Источник
- Annuario Pontificio, Libreria Editrice Vaticana, Città del Vaticano, 2003, ISBN 88-209-7422-3
- Булла Ecclesiae universae  (лат.)